# 山野平一

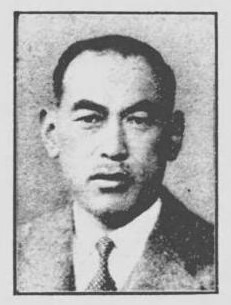
山野平一

山野 平一（やまの ひらかず、1887年〈明治20年〉8月4日 - 1971年〈昭和46年〉12月31日）は、大正から昭和期の実業家、政治家。衆議院議員。

## 経歴
大阪府、現在の大阪市で山野助四郎の三男として生まれる。1905年（明治38年）大阪府立八尾中学校（現大阪府立八尾高等学校）を卒業。1914年（大正3年）家督を相続した。
実業界では、都島商事社長、大阪地下街監査役などを務めた。
政界では、大阪市会議員、同副議長を務めた。その他、都島警防団長、都島教育会長、帝国在郷軍人会都島分会顧問、軍事援護会北区連合会理事長、大政翼賛会大阪支部常務委員、借家借地調停委員、北区町会連合会長、都島簡易裁判所調停委員、大阪調停協会長、大阪市社会福祉協議会副会長などを務めた。
1942年（昭和17年）4月、第21回衆議院議員総選挙に翼賛政治体制協議会の推薦を受け大阪府第3区から出馬して当選した。この間、翼政会政調商工・海軍兼務委員などを務めた。戦後、無所属倶楽部に所属し、その後公職追放となった。